# Karenni National People’s Liberation Front

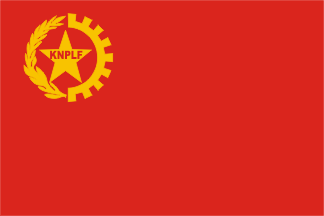
Fahne der KNPLF

Die Karenni National People’s Liberation Front Kurz KNPLF ist eine bewaffnete, ethnische Organisation in Myanmar. Sie gilt als kommunistisch und Verbündeter der United Wa State Army UWSA. Als ihr Operationsgebiet gilt der Kayah-Staat, ist aber auch im Shan-Staat und Kachin-Staat aktiv. Die KNPLF entstand nach einer Meuterei innerhalb der Karenni Army (Kurz KA) 1978. Genau wie die UWSA schloss sie 1989 einen Waffenstillstand mit der Zentralregierung, welches 1994 formalisiert wurde. Die KNPLF konnte ihre zugewiesenen Gebiete selbständig verwalten. Ab 2010 stellte sie Truppen für das sogenannte Border Guard Force Programm  (Kurz BGF) - Sie unterstellte also Truppenteile der Zentralregierung. Andere Einheiten der KNPLF blieben dagegen unabhängig. Am 15. Juni 2023 wechselten die Bataillone 1004, 1005 der BGF die Seiten und begannen zusammen mit den anderen Einheiten der KNPLF einen bewaffneten Kampf gegen die im Februar 2021 an die Macht gekommene Militärregierung. Stand 2024 operiert die KNPLF zusammen mit Truppen der KA, der Karen National Liberation Army KNLA und den Truppen (Kurz PDF) der Exilregierung (Kurz NUG) des Landes und bildete bereits 2021 gemeinsame Einheiten mit der NUG, die sogenannten Karenni Nationalities Defense Forces (Kurz KNDF). Die KNPLF verfolgte immer eine zweispurige Politik. Während sich Einheiten an den Waffenstillstand hielten, hielten sich Andere nicht daran. Mit dem Seitenwechsel bekämpften 2024 alle Karenni bewaffneten Organisationen die Zentralregierung. Die KNPLF bestand 2024 aus 20 Bataillonen, darunter die beiden übergelaufenen BGF Bataillone mit einer Truppenstärke von zirka 7.000 Mannschaften.